# Dona Francisca
Dona Francisca é um município brasileiro do estado do Rio Grande do Sul.

## Geografia
Localiza-se a uma latitude 29º37'18" sul e a uma longitude 53º21'26" oeste, estando a uma altitude de 49 metros. Sua população estimada  segundo IBGE/2008 é de 3.625 habitantes.
Sua população é composta por pessoas de origem italiana, alemã, portuguesa e africana.

## Paleontologia
Pesquisadores da Universidade Luterana do Brasil (ULBRA) encontraram em abril de 2010 um fóssil quase completo de um tecodonte Prestosuchus chiniquensis, de mais de sete metros de comprimento, 900 quilos e aproximadamente 238 milhões de anos. É o fóssil da espécime mais completo e bem conservado encontrado no mundo.

## Cultura
Dona Francisca é a terra do primeiro coroinha beatificado do mundo, Adílio Daronch, que juntamente com o padre Manuel Gómez González foram martirizados porque defendiam a harmonia e concórdia entre maragatos e chimangos e defendiam as causas da fé, denunciando tudo o que instigava a guerra e discórdia entre as pessoas.
O município já recebeu o título de Capital Nacional da Produtividade de Arroz.

### Aniversário da cidade
Na segunda quinzena de julho é celebrada a mais tradicional festa de município da região, a Semana de Dona Francisca, a qual acontece durante 10 dias de festividades que são realizadas em todas as comunidades do município. Também nessa semana, ocorre o tradicional baile no qual são escolhidas as soberanas do município. No último fim de semana das festividades ocorre a tradicional "Motocross", quando reúne na cidade milhares de visitantes, bem como a Feira Agro-Industrial.

## Economia
A principal atividade econômica é a agricultura, sendo os produtos mais cultivados o arroz e o fumo.

## Turismo
A praça Padre José Iop é o principal ponto de referência, devido a sua localização estratégica oportuniza um visual amplo: ao Norte, o imponente morro Santo Antônio e ao Sul, o Rio Jacuí com suas produtivas várzeas.
Outros pontos para o desfrute dessa paisagem marcada pela cultura alemã e italiana encontram-se na localidade do Trombudo. O primeiro é a casa da Família Friedrich, construída em 1920; o outro é o sobrado da Família Secretti, construído em 1910. São prédios rústicos, exemplares únicos da arquitetura colonial alemã e italiana, no Rio Grande do Sul. Percorrer seus ambientes é voltar no tempo: as madeiras falquejadas, as paredes de tijolos feitos pelos próprios imigrantes e a distribuição dos espaços dão a sensação de se viver numa casa colonial. Estes prédios são relíquias que devem ser visitados. Na localidade do Trombudo, também pode ser visitada a Furna do Morcego uma obra da natureza esculpida na pedra. Não muito longe encontra-se a Cascata da Família Segatto. No local pode-se encontrar uma importante diversidade de espécies florestais, que fazem o entorno da cascata. A visita a estes lugares pode ser feita numa caminhada, com isso os visitantes podem desfrutar do contato com a natureza e aproveitar o ar puro.
Monumento à Nossa Senhora dos Navegantes
Às margens do rio Jacuí, no Parque Histórico Obaldino Benjamin Tessele, encontra-se Monumento à Nossa Senhora dos Navegantes, padroeira do Município.
Rio Jacuí
O rio Jacuí é o principal patrimônio de Dona Francisca, cujo porto tem hoje um grande valor histórico, por ter, em outra época, servido com principal escoadouro da produção agrícola da região. Uma das formas de valorizar a sua importância é faze-lo, também, um espaço para diversão, recreação e lazer. Neste sentido, são incentivadas atividades como a canoagem, a pesca esportiva e passeios de barco.